# Hacienda Vieja, Salamanca
Hacienda Vieja är en ort i Mexiko.   Den ligger i kommunen Salamanca och delstaten Guanajuato, i den centrala delen av landet, 250 km nordväst om huvudstaden Mexico City. Hacienda Vieja ligger 1 719 meter över havet och antalet invånare är 255.
Terrängen runt Hacienda Vieja är huvudsakligen platt, men åt nordost är den kuperad. Runt Hacienda Vieja är det tätbefolkat, med 266 invånare per kvadratkilometer. Närmaste större samhälle är Salamanca, 6,2 km väster om Hacienda Vieja. Trakten runt Hacienda Vieja består till största delen av jordbruksmark.